# Đội tuyển bóng đá bãi biển quốc gia Colombia
Đội tuyển bóng đá bãi biển quốc gia Colombia đại diện Colombia ở các giải thi đấu bóng đá bãi biển quốc tế và được điều hành bởi Liên đoàn bóng đá Colombia (FCF), cơ quan quản lý bóng đá ở Colombia.

## Đội hình hiện tại
Tính đến tháng 3 năm 2018
Ghi chú: Quốc kỳ chỉ đội tuyển quốc gia được xác định rõ trong điều lệ tư cách FIFA. Các cầu thủ có thể giữ hơn một quốc tịch ngoài FIFA.
| Số | VT | Quốc gia | Cầu thủ             |
| -- | -- | -------- | ------------------- |
| 1  | TM | Colombia | Alejandro Quintero  |
| 4  |    | Colombia | Edwin Rojas         |
| 5  | HV | Colombia | Escalante Lopez     |
| 6  | HV | Colombia | Jose Gomez          |
| 7  | TĐ | Colombia | Jose Arzuza Fonseca |
| 8  |    | Colombia | Edward Bonilla      |

| Số | VT | Quốc gia | Cầu thủ       |
| -- | -- | -------- | ------------- |
| 9  |    | Colombia | Oscar Hurtado |
| 10 |    | Colombia | Kevin Zuluaga |
| 11 |    | Colombia | Kevin Henao   |
| 12 | TM | Colombia | Levid Sanchez |
| 13 |    | Colombia | Carlos Mejia  |
| 20 |    | Colombia | Miguel Parra  |

Huấn luyện viên: Santiago Alzate

## Thành tích
- Thành tích tốt nhất tại Giải vô địch bóng đá bãi biển thế giới khu vực Nam Mỹ: Hạng tư
  - 2011
- Thành tích tốt nhất tại Copa América de Beach Soccer: Hạng tám
  - 2016
- Thành tích tốt nhất tại Đại hội thể thao bãi biển Nam Mỹ: Hạng tư
  - 2009

## Thành tích thi đấu
| Năm         | Kết quả                  | St                       | T                        | T+                       | TP                       | B                        | BT                       | BB                       | HS                       |
| ----------- | ------------------------ | ------------------------ | ------------------------ | ------------------------ | ------------------------ | ------------------------ | ------------------------ | ------------------------ | ------------------------ |
| 1995 – 2009 | Không tham dự            | Không tham dự            | Không tham dự            | Không tham dự            | Không tham dự            | Không tham dự            | Không tham dự            | Không tham dự            | Không tham dự            |
| 2011 – 2017 | Không vượt qua vòng loại | Không vượt qua vòng loại | Không vượt qua vòng loại | Không vượt qua vòng loại | Không vượt qua vòng loại | Không vượt qua vòng loại | Không vượt qua vòng loại | Không vượt qua vòng loại | Không vượt qua vòng loại |
| 2019        | Chưa xác định            | Chưa xác định            | Chưa xác định            | Chưa xác định            | Chưa xác định            | Chưa xác định            | Chưa xác định            | Chưa xác định            | Chưa xác định            |
| Tổng cộng   | 0/19                     | 0                        | 0                        | 0                        | 0                        | 0                        | 0                        | 0                        | 0                        |

| Năm       | Kết quả          | St | T | T+ | TP | B | BT | BB | HS  |
| --------- | ---------------- | -- | - | -- | -- | - | -- | -- | --- |
| 2016      | Hạng tám trên 10 | 5  | 2 | 0  | 0  | 3 | 16 | 20 | –4  |
| 2018      | hạng 9 trên 10   | 5  | 0 | 0  | 1  | 4 | 18 | 25 | –7  |
| Tổng cộng | 2/2              | 10 | 2 | 0  | 1  | 7 | 34 | 45 | –11 |

| Năm       | Kết quả          | St            | T             | T+            | TP            | B             | BT            | BB            | HS            |
| --------- | ---------------- | ------------- | ------------- | ------------- | ------------- | ------------- | ------------- | ------------- | ------------- |
| 2005      | Không tham dự    | Không tham dự | Không tham dự | Không tham dự | Không tham dự | Không tham dự | Không tham dự | Không tham dự | Không tham dự |
| 2006      | Không tham dự    | Không tham dự | Không tham dự | Không tham dự | Không tham dự | Không tham dự | Không tham dự | Không tham dự | Không tham dự |
| 2007      | Không tham dự    | Không tham dự | Không tham dự | Không tham dự | Không tham dự | Không tham dự | Không tham dự | Không tham dự | Không tham dự |
| 2008      | Không tham dự    | Không tham dự | Không tham dự | Không tham dự | Không tham dự | Không tham dự | Không tham dự | Không tham dự | Không tham dự |
| 2009      | Không tham dự    | Không tham dự | Không tham dự | Không tham dự | Không tham dự | Không tham dự | Không tham dự | Không tham dự | Không tham dự |
| 2011      | Hạng tư of 9     | 5             | 1             | 0             | 1             | 3             | 16            | 20            | –4            |
| 2013      | Hạng 7 of 9      | 6             | 3             | 0             | 0             | 3             | 19            | 24            | –5            |
| 2015      | Hạng tám trên 10 | 6             | 0             | 1             | 0             | 5             | 17            | 30            | –13           |
| 2017      | Hạng 6 trên 10   | 6             | 2             | 0             | 0             | 4             | 30            | 32            | –2            |
| Tổng cộng | 4/9              | 23            | 6             | 1             | 1             | 15            | 82            | 106           | –24           |

| Năm       | Kết quả      | St | T | T+ | TP | B | BT | BB | HS  |
| --------- | ------------ | -- | - | -- | -- | - | -- | -- | --- |
| 2009      | Hạng tư of 7 | 5  | 1 | 0  | 0  | 4 | 12 | 30 | –18 |
| 2011      | Hạng 5 of 8  | 3  | 1 | 0  | 0  | 2 | 10 | 10 | 0   |
| 2014      | Hạng 5 of 8  | 5  | 2 | 0  | 0  | 3 | 12 | 18 | –6  |
| Tổng cộng | 3/3          | 13 | 4 | 0  | 0  | 9 | 34 | 58 | –24 |